# Conizonia mounai
Conizonia mounai là một loài bọ cánh cứng trong họ Cerambycidae.